# Barranco de la Alberca
El barranco de la Alberca es un curso de agua del sureste de la península ibérica, que desemboca en el mar Mediterráneo. Discurre por la provincia española de Alicante.

## Curso
El curso de agua, que discurre por la provincia de Alicante, nace entre los términos de Benidoleig y Beniarbeig. Fluye en dirección noreste, dejando a su derecha la localidad de Ondara, hasta terminar desembocando en el mar Mediterráneo. Aparece descrito en el primer volumen del Diccionario geográfico-estadístico-histórico de España y sus posesiones de Ultramar de Pascual Madoz con las siguientes palabras:

ALBERCA: r. de la prov. de Alicante, part. jud. de Denia; tiene su origen en el térm. del l. de Pedreguer, entre Benidoleig y Beniabeig, en un hoyo cuya figura es semejante a la de un cono inverso de 102 palmos de diámetro en su base y unos 80 de altura, que son los de su profundidad, si bien esta varia, segun el mas ó menos fango y arena que en su fondo se depositan: corre de S., SO. a NE. y entra en el mar en esta ultima direccion, á poco mas de 1/4 de hora del desembocadero del Vergel. En su orilla der. está sit. la V. de Ondarra, al O. de la cual hay un puente de piedra sostenido por 5 arcos de 29 palmos de altura. Aprovéchanse sus aguas para dar impulso á dos molinos harineros y regar una corta porcion de la huerta de dicha v. por medio de dos azudes y sus correspondientes acequias.
(Madoz, 1845, p. 312)